# Пйорунув (Великопольське воєводство)
Пйорунув (пол. Piorunów) — село в Польщі, у гміні Владиславув Турецького повіту Великопольського воєводства.
Населення — 50 осіб (2011).
У 1975-1998 роках село належало до Конінського воєводства.

## Демографія
Демографічна структура станом на 31 березня 2011 року:
|          | Загалом | Допрацездатний вік | Працездатний вік | Постпрацездатний вік |
| -------- | ------- | ------------------ | ---------------- | -------------------- |
| Чоловіки | 22      | 5                  | 12               | 5                    |
| Жінки    | 28      | 10                 | 13               | 5                    |
| Разом    | 50      | 15                 | 25               | 10                   |